# Sun Xiu
Sun Xiu (235 - 3 septembre 264) Descendant de Sun Quan, devient empereur des Wu, mais c'est son Conseiller-Général, Sun Chen, qui possède presque tous les pouvoirs, dont il abuse impunément. Lassé, Sun Xiu confie à Sun Chen un poste officiel de gouverneur, mais, alors qu'il est en route pour recevoir des informations complémentaires sur sa nouvelle fonction, le Conseiller est assassiné.
Soupçonné d'être le commanditaire du meurtre, l'empereur s'arrange pour faire porter le chapeau à une secte religieuse, qui est alors dissoute. 

En 261, il envoie Xue Xu au Royaume de Shu comme ambassadeur,avec pour mission de lui faire un rapport sur l'état du royaume voisin, qui est le principal allié du Wu. Voici ce Xu écrit au retour de ce voyage :

« L'empereur [du Shu] est incompétent et ne reconnaît pas ses erreurs ; ses subordonnés essayent juste de vivre sans se créer de problèmes. Quand j'ai rendu visite à ces derniers, je n'ai entendu aucun mot honnête, et quand j'ai visité les campagnes, le peuple avait l'air affamé. J'ai entendu parler d'une histoire d'hirondelles et moineaux qui font leurs nids sur les toits de manoirs et qui sont contents, croyant que c'était l'endroit le plus sûr ; sans se rendre compte que les bottes de foin aux pieds des manoirs et les poutres de soutien sont en feu et sans voir quelle catastrophe se prépare. Cela pourrait être ce à quoi ressemble leur situation. »

 Ce rapport est à double sens, car au travers de l'exemple du Shu, Xu espère faire comprendre à son empereur que le Wu est dans la même situation, mais Sun Xiu ne comprend pas, ou ne veut pas comprendre, l'allusion. 
Deux ans après, Xiu apprend la reddition du Royaume de Shu et la capture de Liu Shan. Le Wu se retrouve donc seul face au Wei, qui contrôle maintenant les deux tiers de la Chine. Étant de santé fragile, cette terrible nouvelle fait empirer son état et une maladie particulièrement virulente l'empêche de régner quelque temps. 
Lorsqu'il remonte sur le trône, Sun Xiu reçoit la nouvelle selon laquelle Sima Yan s'est emparé du Mandat Impérial des Wei et a fondé la dynastie Jin. Devant ce nouveau bouleversement, l'empereur retombe malade et meurt.
Le Mandat du Wu est alors confié à l'un des petits-fils de Sun Quan, Sun Hao. Lequel, une fois intronisé, se transforme en tyran.